# Wiktor Iwanowitsch Kossitschkin
Wiktor Iwanowitsch Kossitschkin (russisch Виктор Иванович Косичкин; * 25. Februar 1938 in Moschki; † 30. März 2012 in Moskau) war ein russischer Eisschnellläufer, der für die Sowjetunion startete.
Kossitschkin wurde 1962 in Moskau Mehrkampfweltmeister. 1961 und 1964 errang er Silber bei den Weltmeisterschaften.
Bei den Olympischen Spielen 1960 in Squaw Valley gewann er an seinem 22. Geburtstag die Goldmedaille über 5000 Meter vor Knut Johannesen. Zwei Tage später kehrte sich die Reihenfolge über 10.000 Meter um und Kossitschkin holte die Silbermedaille.